# 남은유서분재기부남재왕지
남은유서분재기부남재왕지(南誾遺書分財記附南在王旨)는 1993년 9월 10일 대한민국의 보물 제1173호로 지정되었다가, 2010년 8월 25일 보물 지정이 해제되었다.

## 지정 및 해제 사유
남은(南誾, 1354~1398) 선생의 유서는 조선시대 유서 중 가장 오래된 것으로 정치, 사회사적 연구에 귀중한 자료이고, 남재(南在, 1351~1419)의 왕지는 조선 전기 관제를 살필 수 있는 중요한 자료로 평가되어 1993년 9월 10일 보물 제1173호로 지정되었다. 
그러나 남은의 유서는 남은이 작성한 것을 후대에 누군가 모사(模寫)한 것이고, 남재의 고신왕지 또한 일반 왕지와는 모양새가 다르고 연호 위에 '조선국왕지인'도 없으므로 후대에 누군가 옮겨 적은 것이 분명하여 문화재위원회의 심의를 거쳐 2010년 8월 25일 지정 해제되었다.

## 참고 자료
- 남은유서분재기부남재왕지 - 국가유산청 국가유산포털